# Заріч'є (Катайський район)
Зарі́ч'є (рос. Заречье) — селище у складі Катайського району Курганської області, Росія. Входить до складу Ільїнської сільської ради.
Населення — 150 осіб (2010, 147 у 2002).
Національний склад станом на 2002 рік: росіяни — 75 %.